# 1203
[[Категорија: 1203
.| ]]
Година 1203 (MCCIII) била је проста година која је почела у среду.

## Догађаји
- Википедија:Непознат датум — Између Бугара и Мађара дошло је до сукоба на граници у источној Србији.
- Википедија:Непознат датум — Након победе Калојана Мађари су се повукли из Браничева а Вукан из нишког краја.
- Википедија:Непознат датум — Стефан Немањић се након те победе Бугара вероватно уз њихову помоћ вратио на престо у Србију док се Вукан повукао у Зету.
- Википедија:Непознат датум — Босански бан Кулин позван је на одговорност од папе Иноћентија III због пружања уточишта јеретицима.
- 8. април — Папин легат за Балкан, Иван де Каземарис прихватио је на Билином пољу свечано и обавезно одрицање Босанаца од извесних верских обичаја.

### Децембар
- Википедија:Непознат датум — Византијски принц Алексије, син ослепљеног цара Исака Анђела, настоји да сруши свог стрица имењака и у Риму нуди црквену унију а крсташима политичке и економске услуге.
- Википедија:Непознат датум — Крајем априла упутила се крсташка војска из Задра, с новим грчким царским претендентом Алексијем IV Анђелом.
- Википедија:Непознат датум — Упркос папиној екскомуникацији крсташи поново скрећу од Свете земље да би на византијски престо поставили Алексија Анђела, сина збаченог византијског цара Исака II Анђела, који је тражио помоћ крсташа.
- 23. јун Флота је стигла у Сан Стефано, пред Цариград и одмах почела опсаду.

- Википедија:Непознат датум — Цар Алексије III Анђел је уплашен побегао у Бугарску а град је бранио Теодор Ласкарис.
- 17. јул Крсташи освајају Цариград и на престо постављају Исака Анђела и његовог сина Алексија IV Анђела.

### Август
- 1. август — Крунисан је Алексије, син Исака II Анђела.

### Децембар
- Википедија:Непознат датум — У Босни бан Кулин успео је да очува власт и одбаци јеретичку доктрину Цркве босанске заменивши је хришћанском вером.
- Википедија:Непознат датум — Притисак нових финансијских власти у Цариграду да исцеди велики новац за Млечане узбунио је свештенство и цео народ.
- Википедија:Непознат датум — После низа победа у биткама с три противничка племена Темуџин постаје господар источне и средње Монголије.
- Википедија:Непознат датум — У Јапану постаје шогун Минамото-но Санетомо поред Хојо Токимасе који је власт пренео на своју породицу.
- Википедија:Непознат датум — Латинофобија у Цариграду узима све више маха а млади цар Алексије мења своју политику и напушта своје помагаче.
- Википедија:Непознат датум — Борба између Латина и Грка била је неизбежна а међу самим Грцима настали су нереди и сплетке.

## Смрти
- Артур I, војвода од Бретање

- Виљем VIII од Монпељеа

- Евдокија Комнин (супруга Виљема VIII од Монпељеа)

- Јован Кинам

- Ун-кан